# Theope fracisi
Espèce
Theope fracisi est une espèce d'insectes lépidoptères appartenant à la famille  des Riodinidae et au genre Theope.

## Taxonomie
Theope fracisi a été nommé par Christian Brévignon en 2010.

## Description
Theope fracisi un papillon au dessus de couleur marron foncé avec une frange marron et des écailles bleues dans la partie basale, aux antérieures peu chez le mâle, plus chez la femelle et aux postérieures une couleur bleue plus dense et plus étendue.
Le revers est marron ocre, avec des zones plus foncées et des zones de glacis mauve.

## Biologie
Non encore étudiée.

## Écologie et distribution
Theope fracisi n'est présent qu'en Guyane.

### Biotope
La seule femelle trouvée l'a été sur la rive de l'Inini, affluent du Lawa.

### Protection
Pas de statut de protection particulier.